# Romulea columnae
Romulea columnae là một loài thực vật có hoa trong họ Diên vĩ. Loài này được Sebast. & Mauri miêu tả khoa học đầu tiên năm 1818.